# Eric Varley
Eric Graham Varley, baron Varley (ur. 11 sierpnia 1932 w Chesterfield, zm. 29 lipca 2008) – brytyjski polityk, członek Partii Pracy, minister w rządach Harolda Wilsona i Jamesa Callaghana, przedstawiciel prawego skrzydła partii.
W wieku 15 lat opuścił szkołę i rozpoczął pracę w hucie żelaza w rodzinnym Derbyshire. Następnie pracował w kopalni. Był aktywnym członkiem związku zawodowego górników, a w 1955 r. został sekretarzem jego lokalnej gałęzi. W tym samym roku wstąpił do Partii Pracy. W 1963 r. został wybrany kandydatem laburzystów na kolejne wybory parlamentarne w okręgu Chesterfield. Varley wygrał wybory w 1964 r. i reprezentował Chesterfield do roku 1984.
Pomimo protestu przeciwko rządowej inicjatywie przystąpienia do Wspólnego Rynku Varley został w 1967 r. asystentem rządowego whipa. W 1968 r. został parlamentarnym prywatnym sekretarzem premiera Wilsona. Od 1969 do 1970 r. był młodszym ministrem w departamencie technologii. Kiedy Partia Pracy znalazła się w opozycji po przegranych wyborach 1970 r. Varley był przewodniczącym związku zawodowego deputowanych oraz mówcą ds. paliwa i mocy.
Po powrocie laburzystów do władzy w 1974 r. został członkiem gabinetu jako minister energii. Na tym stanowisku rozpoczął prywatyzację North Sea Oil oraz rozstrzygnął przetarg na budowę elektrowni jądrowych na korzyść firm brytyjskich. W referendum dotyczącym przystąpienia Wielkiej Brytanii do Wspólnego Rynku w 1975 r. nawoływał do głosowania na "Nie". W tym samym roku objął tekę ministra przemysłu. W listopadzie 1976 r. Varley postanowił zlikwidować nieprzynoszącą zysków fabrykę samochodów Chryslera, jednak pod presją gabinetu musiał zwiększyć wydatki, aby nie doprowadzić do zamknięcia fabryki.
Na stanowisku ministra przemysłu pozostawał do wyborczej porażki laburzystów w 1979 r. Związany z prawym skrzydłem partii prowadził kampanię Denisa Healeya na lidera laburzystów w 1980 r. Jego kandydat przegrał jednak z Michaelem Footem. W 1981 r. Varley pokonał kandydata lewego skrzydła partii, Normana Atkinsona, w wyborach na skarbnika Partii Pracy. Pozostał na tym stanowisku do 1983 r., kiedy to po wyborczej porażce Partii Pracy i rezygnacji Foota nowym liderem został Neil Kinnock. Varley ogłosił wówczas swój zamiar rezygnacji z miejsca w Izbie Gmin.
Z miejsca w parlamencie zrezygnował w 1984 r. Przez 5 lat pracował w prywatnych przedsiębiorstwach. W 1990 r. otrzymał dożywotni tytuł parowski barona Varley i zasiadł w Izbie Lordów. Zmarł na raka w 2008 r.